# Arline Pretty
Arline Pretty (5 de setembro de 1885 – 14 de abril de 1978) foi uma atriz estadunidense que atuou principalmente na era do cinema mudo. Entre 1913 e 1955, atuou em 59 filmes para várias companhias cinematográficas.

## Biografia

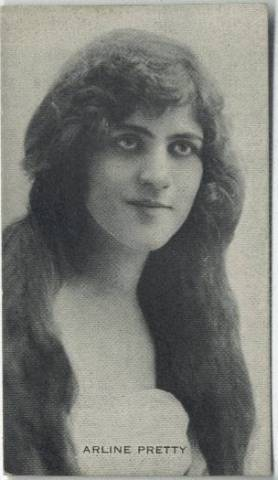
Card de Arline Pretty.

Arline Pretty nasceu em Filadélfia, Pensilvânia, e foi educada em Washington. Arline alegadamente recebera seu nome porque sua mãe musicista o adotara de uma personagem de The Bohemian Girl.
Iniciou sua carreira no teatro, como membro da Columbia Players, e estreou no cinema em 1913, com o filme Love's Justice, produzido pela Tampa Productions, uma companhia cinematográfica da Flórida. Trabalhou em vários estúdios, mas fez mais sucesso atuando em seriados da Vitagraph Studios e Pathé.
Foi para a Vitagraph em 1915, e naquele ano também foi eleita Miss Brooklyn. Na Vitagraph, estrelou o seriado de 1916-1917 (estreou em janeiro de 1917), The Secret Kingdom, cujo sucesso a levou a fazer depois os seriados The Hidden Hand, em 1917, e A Woman in Grey, em 1920. Depois de estrelar filmes como In Again, Out Again, ao lado de Douglas Fairbanks e The Challenge of Chance, ao lado do campeão peso-pesado Jess Willard, nos anos 1920 Pretty sua careira se limitou à atuação em segundo plano, em papéis menos importantes.
Quando chegou a era sonora, sua carreira decaiu, e fez alguns pequenos papéis não creditados. Seu último papel creditado foi em Virgin Lips, de 1928, pela Columbia Pictures. A partir de então, não foi mais creditada. Sua última atuação, não creditada, foi em How to Be Very, Very Popular, em 1955, pela 20th Century Fox.
Morreu em Hollywood, em 14 de abril de 1978.

## Filmografia parcial
- Love's Justice (1913)
- The Secret Kingdom (1916/1917)[8]
- The Hidden Hand (1917)
- In Again, Out Again (1917)
- The Challenge of Chance (1919)
- A Woman in Grey (1920)
- The Girl on the Stairs (1924) [9]
- The Primrose Path (1925)
- Virgin Lips (1928)
- Shipmates Forever (1935)
- Prince Valiant (1954)
- How to Be Very, Very Popular (1955)